# سيجي مايهارا
سيجي مايهارا (باليابانية: 前原 誠司 مايهارا سيجيq
) من مواليد 30 أبريل 1962 هو سياسي وعضو في مجلس النواب الياباني، شغل سابقا منصب وزير الأراضي والبنى التحتية والنقل والسياحة في حكومتي يوكيو هاتوياما وناوتو كان، ومنصب وزير الخارجية الياباني في حكومة ناوتو كان، كما شغل منصب قائد الحزب الديمقراطي الياباني.

## وصلات خارجية
- الموقع الرسمي